# Montesquieu
Charles Louis de Secondat, señor de la Brède y barón de Montesquieu (pronunciación en francés: /mɔ̃tɛskjø/; Castillo de la Brède, 18 de enero de 1689-París, 10 de febrero de 1755), por lo general conocido simplemente como Montesquieu, fue un jurista, intelectual, historiador y filósofo político francés cuya obra principal, El espíritu de las leyes, escrita anónimamente, fue una contribución importante a la teoría política. La obra de Montesquieu se desarrolla en el contexto del movimiento intelectual y cultural conocido como la Ilustración.
Montesquieu es particularmente recordado por su teoría de la separación de poderes, que es implementada en muchas constituciones alrededor de todo el mundo. También se le recuerda por incluir al despotismo como una clasificación importante de los tipos de gobierno junto con los de la república y la monarquía.
Su pensamiento debe ser enmarcado dentro del espíritu crítico de la Ilustración francesa, patente en rasgos como la tolerancia religiosa, la aspiración de libertad y su concepto de la felicidad en el sentido cívico, si bien se desmarcará de otros autores de la época por su búsqueda de un conocimiento más concreto y empírico en oposición a la abstracción y método deductivo dominantes. Podemos decir que como difusor de la Constitución inglesa y teórico de la separación de poderes se encuentra muy cercano al pensamiento de Locke, en tanto que como autor de las Cartas persas podría situarse próximo a Saint-Simon. Sin embargo, el pensamiento del señor de La Brède es complejo y tiene esa personalidad propia que le convierte en uno de los pensadores más influyentes en el seno de la historia de las doctrinas políticas.

## Biografía

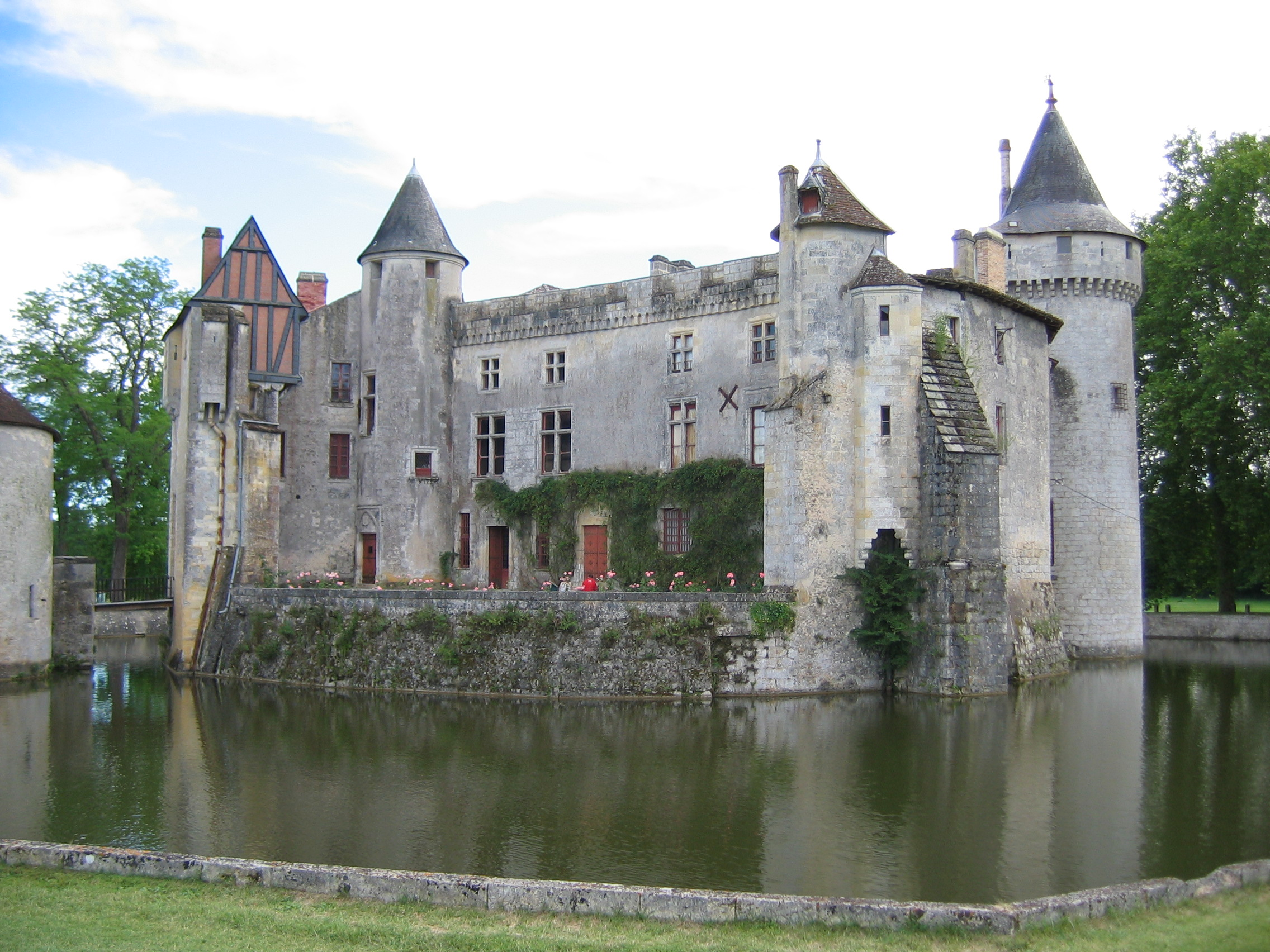
Castillo de la Brède, lugar de nacimiento de Montesquieu.

Nació el 18 de enero de 1689 en el castillo de la Brede, a pocos kilómetros de Burdeos, Francia. Hijo de Jacques de Secondat y Marie-Francoise de Pesnel, su familia pertenecía a la llamada nobleza de toga. Su madre, que murió cuando Charles de Secondat tenía siete años de edad, era la heredera de una importante fortuna que aportó el baronazgo de La Brède a la familia Secondat. En ese mismo año, el parlamento inglés, a través de Bill of Rights impone definitivamente una monarquía constitucional en Inglaterra, mientras que en Francia el largo reinado de Luis XIV parece asegurar el poder absoluto del rey.
Estudió en la escuela católica de Juilly y posteriormente la carrera de derecho siguiendo la tradición familiar, primero en la Universidad de Burdeos y más tarde en París, entrando en contacto con los intelectuales de la capital francesa. En 1714, tras la muerte del padre, vuelve a La Brède donde ingresa como consejero en el Parlamento de Burdeos. Pasa a vivir bajo la protección de su tío, el barón de Montesquieu. En 1715 contrae matrimonio con Jeanne Lartigue, una protestante que le aporta una importante dote cuando él contaba con 26 años. Al año siguiente, hereda una fortuna a causa del fallecimiento de su tío, como también el título de barón de Montesquieu y Président à Mortier en el Parlamento de Burdeos (1716-1727).
Para esta época, Inglaterra se había autoproclamado una monarquía constitucional a consecuencia de su Revolución Gloriosa (1688-1689), y se había unido con Escocia en la Unión de 1707 para formar el Reino de Gran Bretaña. En 1715 fallece Luis XIV que había reinado por mucho tiempo y es sucedido por Luis XV que contaba con 5 años de edad. Estas transformaciones nacionales causaron un gran impacto en Montesquieu; él se referirá a las mismas en forma repetida en sus escritos.
Al poco tiempo, recibe reconocimiento literario por la publicación de su obra Lettres persanes (Cartas persas, 1721), una sátira basada en la correspondencia imaginaria entre un visitante persa de paseo por París, que hace notar los absurdos de la sociedad contemporánea. Luego publica Considérations sur les causes de la grandeur des Romains et de leur décadence (Consideraciones sobre las causas de la grandeza y decadencia de los romanos, 1734), considerada por algunos estudiosos como una transición entre Las cartas persas a su obra maestra. De l'Esprit des Lois (El espíritu de las leyes) fue originalmente publicada en forma anónima en 1748 y rápidamente se elevó a una posición de gran influencia. En Francia, tuvo una recepción fría tanto de los que apoyaban como los que estaban en contra del régimen. La Iglesia católica prohibió l'Esprit  —junto con muchos de los escritos de Montesquieu— en 1751 y lo incluyó en el Index Librorum Prohibitorum. Recibió los mayores elogios del resto de Europa, especialmente de Gran Bretaña.
Montesquieu también era tenido en alta estima en las colonias británicas en América como un campeón de la libertad británica (aunque no de la independencia Norteamericana). El estudioso de la política Donald Lutz ha descubierto que Montesquieu era la persona más comúnmente citada en temas de gobierno y política en la América británica colonial prerrevolucionaria, siendo citado por los fundadores norteamericanos más que ninguna otra fuente con excepción de la Biblia. Luego de la Revolución estadounidense, las obras de Montesquieu continuaron ejerciendo una poderosa influencia en muchos de los pensadores y fundadores de los Estados Unidos, particularmente James Madison de Virginia, uno de los padres de la Constitución. La filosofía de Montesquieu en el sentido que «debe establecerse un gobierno de forma tal que ningún hombre tenga miedo de otro» fueron un recordatorio para Madison y otros que un cimiento libre y estable para su nuevo gobierno nacional requería de poderes separados claramente definidos y balanceados.

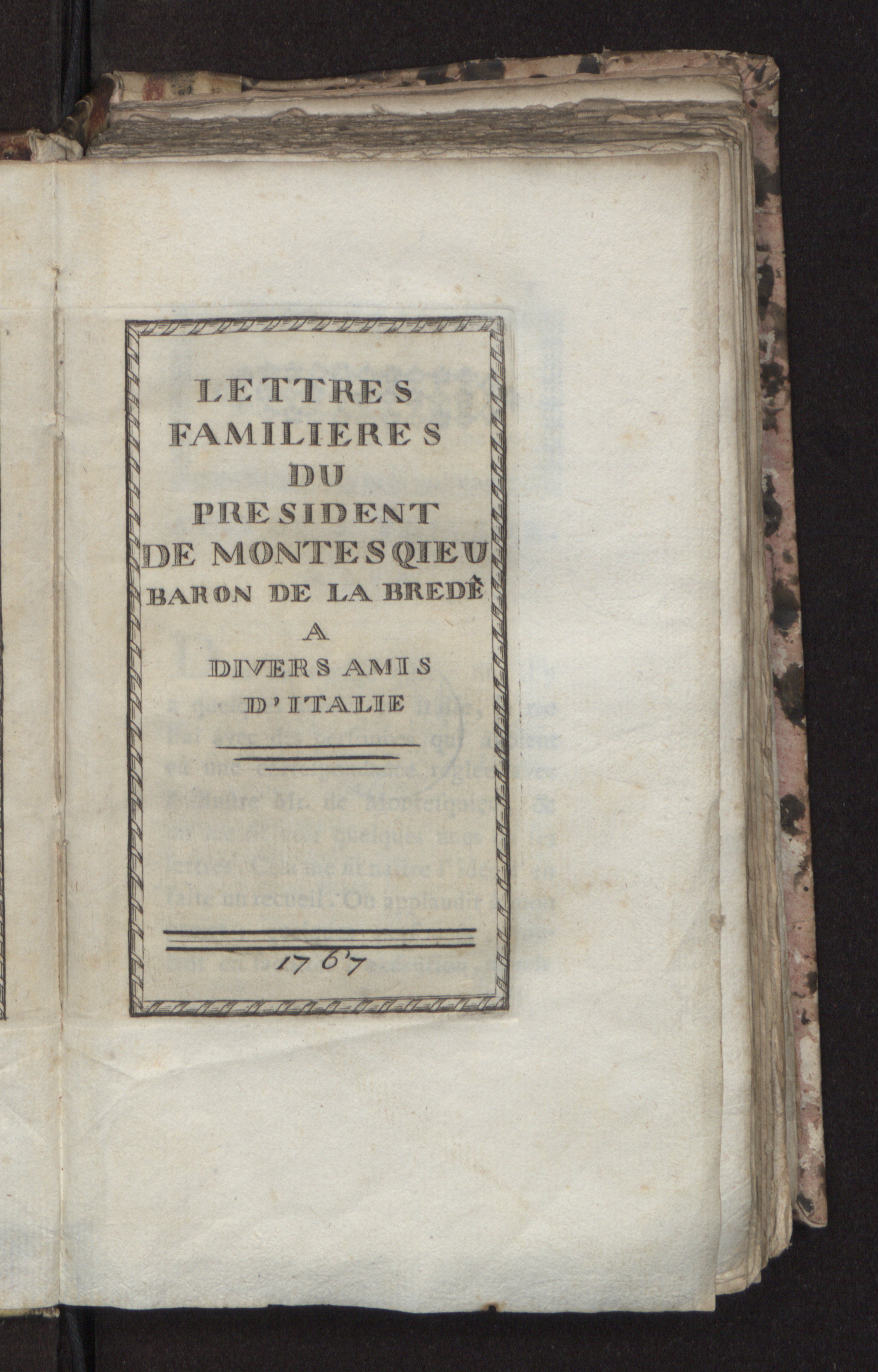
Lettres familieres a divers amis d'Italie, 1767

Durante esa época y como miembro de la Academia de Ciencias de Burdeos, presentará varios estudios sobre las glándulas suprarrenales, la gravedad y el eco. Su función de magistrado le aburre, por lo que termina vendiendo el cargo y dedicándose a viajar por Europa observando costumbres e instituciones de los diferentes países, pasa por Austria y Hungría, permanece un año en Italia y 18 meses en Inglaterra antes de regresar a Francia. Además de trabajar en varias obras adicionales sobre sociedad y política.
Sufre de una severa reducción de su vista, al momento de su fallecimiento el 10 de febrero de 1755 en París a la edad de 66 años, estaba completamente ciego. Su cuerpo se encuentra enterrado en la iglesia de Saint-Sulpice en París.

## Filosofía de la historia

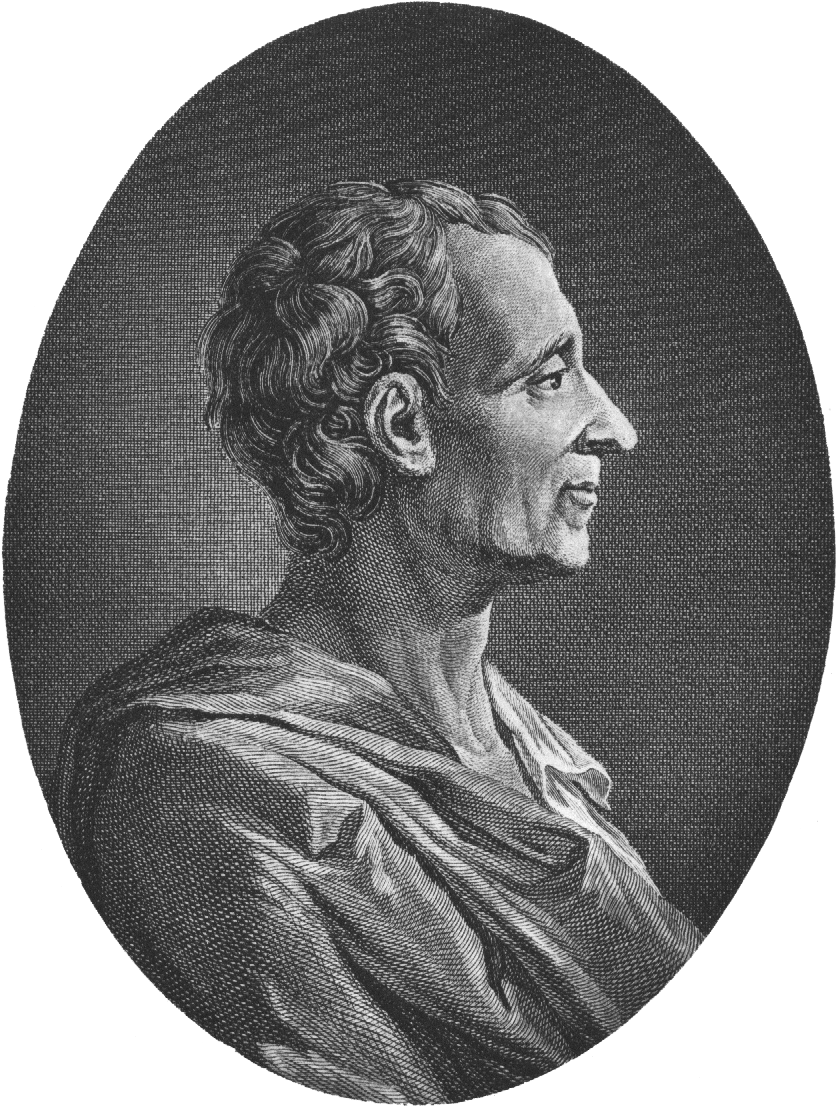
Retrato de Montesquieu de perfil

La filosofía de la historia de Montesquieu minimiza el papel de los individuos y los eventos. Presenta su punto de vista en Considérations sur les causes de la grandeur des Romains et de leur décadence ("Origen de las causas de la grandeza y decadencia de Roma") que cada evento histórico fue inspirado por un evento, movimiento, en especial. «Si una causa en particular, tal como el resultado accidental de una batalla, ha arruinado a un estado, entonces existió una causa general que fue la que determinó la caída de dicho estado como consecuencia de una sola batalla».
Montesquieu ejemplificaba este principio con situaciones de la historia de Roma. Al analizar la transición de la República al Imperio, Montesquieu sugería que si César y Pompeyo no hubieran trabajado para usurpar el gobierno de la República, otros hombres lo habrían hecho. La causa no fue la ambición de César o Pompeyo, sino la ambición del hombre.

## Visión política y legado
Montesquieu desarrolló las ideas de John Locke acerca de la división de poderes. En su obra El espíritu de las leyes manifiesta admiración por las instituciones políticas inglesas y afirmó que la ley es lo más importante del Estado. Fue uno de los filósofos y ensayistas ilustrados más relevantes, en especial por la articulación de la teoría de la separación de poderes, que ha sido introducida en algunas constituciones de varios Estados, con mayor influencia en la Constitución de los Estados Unidos:

«En cada Estado existen tres clases de poderes: la potestad legislativa, la potestad ejecutiva de las cosas que proceden del derecho de gentes y la potestad ejecutiva de aquellas que dependen del derecho civil.»

«En virtud de la primera, el Príncipe o Magistrado hace leyes transitorias o definitivas, y enmienda o deroga las existentes. Por la segunda, hace la paz o la guerra, envía o recibe embajadas, establece la seguridad pública y previene las invasiones. Por la tercera, castiga a los criminales, o determina las disputas que surgen entre los particulares. Se dará a esta última el nombre de potestad de juzgar, y la otra, simplemente, la potestad ejecutiva del Estado”.»
«Cuando en la misma persona o en el mismo cuerpo de magistratura, la potestad legislativa y la potestad ejecutiva están reunidas, no puede haber libertad; porque se puede temer que el mismo monarca o senado pueda hacer leyes tiránicas, para ejecutarlas tiránicamente.»
«De nuevo, no hay libertad, si la potestad de juzgar no está separada de la potestad legislativa y de la ejecutiva. Si estuviese unido a la potestad legislativa, el poder sobre la vida y la libertad de los ciudadanos sería arbitrario; debido a que el juez sería el legislador. Si se uniera a la potestad ejecutiva, el juez podría tener la fuerza de un opresor.»
«Todo estaría perdido, cuando el mismo hombre, o el mismo cuerpo, ya sea de los nobles o del pueblo, ejerza esos tres poderes: el de hacer las leyes, el de ejecutar las resoluciones públicas, y el de juzgar los crímenes o las diferencias entre los particulares.»
«La potestad ejecutiva debe estar entre las manos de un monarca, porque esta parte del gobierno, que tiene casi siempre necesidad de una acción momentánea, está mejor administrada por uno que por varios; mientras que lo que depende de la potestad legislativa está mejor ordenada por varios que por uno solo.»

«Pero si no hubiera monarca y la potestad ejecutiva fuera confiada a un cierto número de personas sacadas del cuerpo legislativo, no habría ya libertad, porque los dos poderes estarían unidos, ya que las mismas personas tendrían a veces, y podrían siempre tener, parte la una en la otra.»
Montesquieu, El espíritu de las leyes, Libro XI.

Las Cartas Persas se publican en 1721, con 32 años, y su éxito es fulminante en la sociedad francesa en la época de la regencia de Luis XV de Francia. Ingresa en la Academia Francesa en 1727 y se traslada a Inglaterra en 1729 siendo elegido miembro de la Royal Society. Sus tres años en Inglaterra resultan cruciales para su desarrollo intelectual.
En 1734 publicó las Consideraciones sobre las causas de la grandeza y decadencia de los romanos. Pero su obra magistral fue El espíritu de las leyes, que publicó en Ginebra en 1748, después de catorce años de trabajo. Esta obra sufrió duras críticas, sobre todo por los jansenistas y los jesuitas. A estos ataques Montesquieu replicó, en 1750, con una defensa de esta obra, lo que no evitó que, más tarde, fuera censurada por Roma en 1751. Los últimos años de su vida, Montesquieu los dedicó a viajar de París a Burdeos y a terminar alguna de sus obras empezadas.
Dos son fundamentalmente los puntos en que los diferentes autores insisten al señalar la aportación original de Montesquieu al estudio científico de las sociedades humanas:
- Montesquieu acomete la tarea científica de describir la realidad social según un método analítico y «positivo» que no se detiene en la pura descripción empirista de hechos, sino que intenta organizar la multiplicidad de datos de la realidad social en un reducido número de tipos.
- Dar una «respuesta sociológica» a la aparente diversidad de los hechos sociales, bajo el supuesto de que existe un orden o causalidad de estos hechos susceptible de una interpretación racional.

Se le considera uno de los precursores del liberalismo y fue quien elaboró la teoría de la separación de poderes. La teoría sobre la división de poderes encontró en Montesquieu a su máximo exponente, desarrollando este una célebre tesis que serviría como modelo y punto de partida a los gobernantes posteriores de los siglos XVIII y XIX, aunque su teoría no sea la única realizada para tratar el tema. La estructura que presenta Montesquieu sobre la división de poderes está influenciada por la práctica constitucionalista británica donde existen sistemas de frenos, contrapesos y controles que esta utiliza según un modelo racionalista. Montesquieu atribuye al Parlamento el poder legislativo con la sanción real de la ley, el ejecutivo al gobierno, y el judicial a los tribunales de justicia.

## Obras
- Discours sur la cause de l'écho
- Les glandes rénales

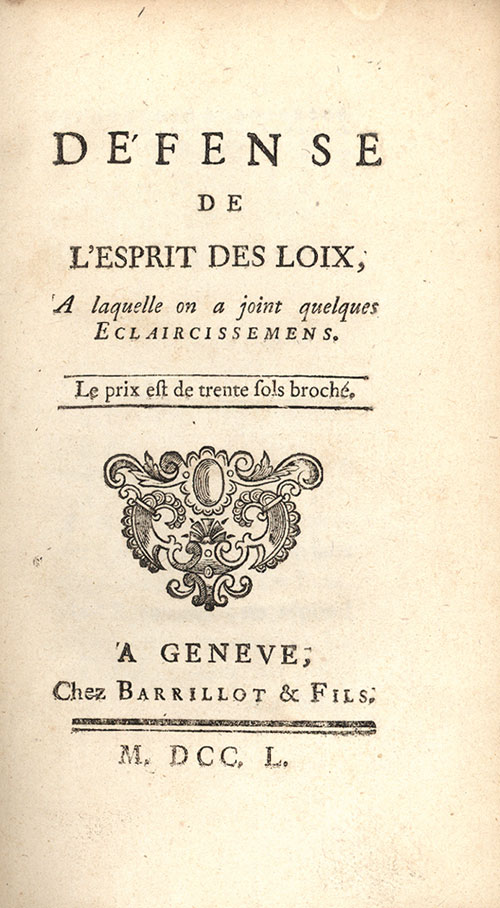
Portada de La defensa de «El espíritu de las leyes».

- La cause de la pesanteur des corps
- La damnation éternelle des païens (1711)
- Système des Idées (1716)
- De la principale cause de la décadence de l'Espagne
- Considérations sur les richesses de l'Espagne
- Réflexions sur la monarchie universelle en Europe
- Cartas persas (1721)
- Le Temple de Gnide (novela de 1724)
- Historia verdadera (cuento de 1724)
- Arsace et Isménie (cuento de 1730)
- Consideraciones sobre las causas de la grandeza y decadencia de los romanos (1734)
- El espíritu de las leyes (1748)
- La defensa de «El espíritu de las leyes» (1750)
- Pensées suivies de Spicilège

## Ediciones en español
- Cartas persas, trad. de José Marchena, Cádiz, Librería de Ortal y Cía., 1821 (tomo I y II). (Esta traducción del Abate Marchena se ha reeditado durante todo el siglo XX. Es la que se continúa reproduciendo, con prólogo de Carlos Pujol, en Barcelona, Planeta).
  - Trad. de Emma Lázare Rodríguez, La Coruña, Laiovento, 2011.
  - Cartas Persas. Madrid: Tecnos, 1994.
- El Templo de Venus en Gnido, trad. libre de J. R. C., Barcelona, Imp. de Oliva, 1835.
- Consideraciones sobre las causas de la grandeza y decadencia de los romanos, trad. de Juan de Dios Gil Lara, Madrid, Imp. de García, 1821.
  - Trad. de D. F. X. S., Tarragona, Imp. de Miguel Puigrubi, 1835.
  - Trad. de Matilde Huici, Madrid, Espasa-Calpe, 1930.
- Del espíritu de las leyes, trad. de Juan López de Peñalver, Madrid, Imp. de Villalpando, 1820 (tomo I, II, III y IV).
  - Trad. libre de M. V. M., Madrid, 1821 (ed. facs. en Valladolid, Lex Nova, 2008).
  - Trad. de Narciso Buenaventura Selva, Madrid, Imp. de Don Marcos Bueno, 1845 (tomos I y II).
  - Trad. de Clemente Fernández Elías, Madrid, Imp. Maroto e Hijos-Imp. Pedro Núñez, 1879-1880, 2 vols.
  - Trad. de Siro García del Mazo, Madrid, Victoriano Suárez, 1906 (tomo I Archivado el 7 de febrero de 2016 en Wayback Machine. y II).
  - Trad. de Mercedes Blázquez y Pedro Vega, Introducción de Enrique Tierno Galván, Madrid, Alianza, 2003.
- Arsaces y Ardasira, trad. de F. P., Barcelona, Imp. de J. F. Piferrer, 1835.
- Ensayo sobre el gusto, trad. y prólogo de Manuel Granell, Buenos Aires, Espasa-Calpe, 1948.
  - Trad. de Ariel Dilón, Buenos Aires, Libros del Zorzal, 2006.
  - Ed. de Pedro Aullón de Haro, con corrección de la trad. de M. Granell, Madrid, Casimiro, 2014.
- La separación de poderes, trad. de Carlos Fernández Muñoz, La Coruña, Página Indómita, 2021. Publicación del libro XI de El espíritu de las leyes.
- Historia verdadera, trad. de Ángel Espinosa Gadea, Alicante, Ediciones e-Traducción, 2025.
- Reflexiones sobre la monarquía universal en Europa, trad. de Ángel Espinosa Gadea, Barcelona, Letra Minúscula, 2025.
- Consideraciones sobre las riquezas de España, precedidas de su génesis De la principal causa de la decadencia de España, trad. de Ángel Espinosa Gadea, Barcelona, Letra Minúscula, 2025.